# Rejon tieńguszewski
Rejon tieńguszewski (ros. Теньгушевский район, erzja Теньгушбуе, moksza Теньгжелень аймак) – jednostka administracyjna wchodząca w skład Republiki Mordowii w Rosji.
Przez rejon przepływa (na odcinku 58 km) największa rzeka Mordowii Moksza. Duży obszar regionu zajmują jeziora: Szełubiej, Bolszoje Takuszewskoje, Mordowskoje, Pijawskoje, Bolszoje Kurajewskoje i inne. W granicach rejonu usytuowane są m.in. wsie: Tieńguszewo (centrum administracyjne rejonu), Baraszewo, Dacznyj, Kulikowo, Narowatowo, Standrowo, Takuszewo, Szoksza, Wiedieniapino.